# Vic Wild
Pour les articles homonymes, voir Wild.
Vic Wild (en russe : Виктор Айван Уайлд), né le 23 août 1986, est un snowboardeur russe d'origine américaine spécialisé dans les épreuves de slalom parallèle et de slalom géant parallèle. Il a opté en 2011 pour la nationalité russe à la suite de son union avec la snowboardeuse russe Alena Zavarzina, avec lequel il divorcera.

## Carrière
Il débute en Coupe du monde en 2005 à Lake Placid et réussit son premier podium à Carezza en décembre 2012. Le mois suivant, Vic Wild obtient la  médaille de bronze au slalom géant parallèle des Mondiaux de Stoneham.
En 2013, Vic Wild a été nommé Directeur Stratégique de l'Usine de Montres russes "Raketa" afin d'expérimenter l'application de stratégies gagnantes sportives dans le monde de l'entreprise. 
En 2014, Vic Wild est champion olympique du slalom géant parallèle et du slalom parallèle aux Jeux Olympiques de Sotchi 2014 en Russie.

## Palmarès

### Jeux olympiques d'hiver
| Épreuve / Édition      | Sotchi 2014 | Pyeongchang 2018 | Pékin 2022 |
| Slalom parallèle       | Or          | -                | -          |
| Slalom géant parallèle | Or          | 10e              | Bronze     |

### Championnats du monde
| Édition/Discipline | Slalom parallèle | Slalom géant parallèle |
| Mondiaux 2011      | 18e              | 10e                    |
| Mondiaux 2013      | 18e              | Bronze                 |
| Mondiaux 2015      | 7e               | 7e                     |

### Coupe du monde
- Meilleur classement du parallèle : 4e en 2014.
- 6 podiums dont 2 victoires.